# Olivia Fortin
Pour les articles homonymes, voir Fortin.
Olivia Fortin, née le 15 août 1977 à Marseille, est une dirigeante d'entreprise et femme politique française. Adjointe au maire de Marseille de 2020 à 2023, elle est élue maire du 4e secteur de la ville en 2023.

## Situation personnelle
Olivia Fortin naît le 15 août 1977. Son grand-oncle, Pierre Rastoin,, qui l’a conseillée pendant sa campagne municipale, a été maire du 7e secteur de Marseille de 1989 à 1995 et adjoint du maire de la ville Robert Vigouroux.
Elle est dirigeante d'entreprise dans la communication événementielle. Dans ce cadre, elle a notamment pour client la fondation Jean-Jaurès, proche du Parti socialiste. Après son élection à la ville de Marseille, cette même fondation la nomme « directrice de l'Observatoire de l’efficacité de l’action publique ».
En 2016, elle devient ambassadrice à Marseille de l'association ViensVoirMonTaf. Cette position lui donnant envie de s’engager en politique, elle étudie un an à Sciences Po — où elle est major de promotion — pour se familiariser avec le fonctionnement des collectivités territoriales. Elle valide son année de licence professionnelle par un stage à la mairie de Paris.

## Parcours politique
En juin 2018, elle co-fonde le collectif citoyen Mad Mars, qui milite pour la création d'une liste « unique, progressiste et citoyenne » en vue des élections municipales de 2020 à Marseille,,. À cette occasion, elle se rapproche dans un premier temps de Saïd Ahamada et de Cathy Racon-Bouzon, députés LREM des Bouches-du-Rhône. Elle se présente  finalement à ces élections dans le 4e secteur de Marseille (6e et 8e arrondissements), où elle est tête de liste du Printemps marseillais. Elle bat Martine Vassal, tête de liste des Républicains, obtenant 41,8 % des suffrages exprimés au second tour.
Le 4 juillet 2020, elle est élue quatrième adjointe à la maire de Marseille, Michèle Rubirola, chargée de la modernisation, du fonctionnement, de la transparence et de la qualité des services municipaux. En décembre 2020, à la suite de la démission de cette dernière, elle devient cinquième adjointe de Benoît Payan, élu maire, chargée de la modernisation, du fonctionnement, de la transparence et de la coproduction de lʼaction publique et de lʼopen data.
Olivia Fortin fait face en février 2021 à une mobilisation des agents de la ville de Marseille contre son projet de délibération ayant vocation à encadrer le droit de grève des agents municipaux dans les écoles. Ce projet prévoit notamment un délai de prévenance de la grève de 48 heures et de demander aux agents d’exercer ce droit dès leur prise de service. L'intersyndicale de la ville parle de « mépris à l’égard des conquêtes syndicales ouvrières acquises notamment en 1936 et en 1945 ».
En avril 2021, dans le cadre d'une déclaration au quotidien local La Provence, elle se déclare candidate pour mener la liste de gauche aux élections régionales de juin suivant en Provence-Alpes-Côte d'Azur. En avril 2023, elle succède à Pierre Benarroche, démissionnaire, comme maire du 4e secteur de Marseille (6e et 8e arrondissements), où elle était tête de liste lors des élections municipales de 2020. Elle est remplacée peu après dans ses fonctions d'adjointe au maire de Marseille par Isabelle Laussine.